# Arapi
Arapi (en arménien Առափի) est une communauté rurale du marz de Shirak en Arménie. En 2008, elle compte 2 100 habitants.